# Brandon Adair
Brandon Lee Adair (* 14. September 1985 in Norfolk, Virginia) ist ein US-amerikanischer Basketballschiedsrichter und ehemaliger -spieler.

## Leben
Adair spielte Basketball an der Princess Anne High School in Virginia Beach im US-Bundesstaat Virginia. Von 2004 bis 2007 spielte der 1,95 Meter große Flügelspieler für die Mannschaft des Virginia Wesleyan College in der dritten NCAA-Division. In dieser Zeit bestritt er insgesamt 122 Spiele für die Hochschulmannschaft und erzielte im Schnitt 17,7 Punkte sowie 7,1 Rebounds pro Begegnung. Im Spieljahr 2005/06 gewann er mit Virginia Wesleyan den Meistertitel in der dritten NCAA-Division und wurde anschließend von der Vereinigung der US-amerikanischen Basketballtrainer (NABC) als Spieler des Jahres der Liga ausgezeichnet. In der Saison 2006/07 verpasste er mit der Mannschaft knapp die Titelverteidigung, als er Vizemeister der dritten NCAA-Division wurde. Mit 2100 erzielten Punkten stand er in der ewigen Korbjägerliste der Mannschaft des Virginia Wesleyan College an erster Stelle, als er die Hochschule 2007 verließ. Auch seine 871 Rebounds waren bis dahin Karrierebestwert für einen Spieler der Mannschaft. 2013 wurde Adair in die „Hall of Fame“ des Virginia Wesleyan College aufgenommen.
In der Sommerpause 2007 wechselte Adair zu KGJ Schwenningen nach Deutschland und spielte bis 2009 für den Regionalligisten. Mit Schwenningen wurde er in den Spieljahren 2007/08 und 2008/09 jeweils Zweiter der 1. Regionalliga Südwest. 2007/08 kam er auf einen Punkteschnitt von 17,6 und 2008/09 von 14,2. Von 2010 bis 2012 gehörte er als Co-Trainer zum Betreuerstab seiner ehemaligen Collegemannschaft am Virginia Wesleyan College. Er schlug die Schiedsrichterlaufbahn ein, leitete High-School-Spiele, dann in den Universitätsligen Big South, CIAA und ODAC. Ab 2016 war er als Schiedsrichter in der NBA G-League tätig, zur Saison 2018/19 wurde er ins Schiedsrichteraufgebot der NBA aufgenommen.